# Kurt Hempel (General)

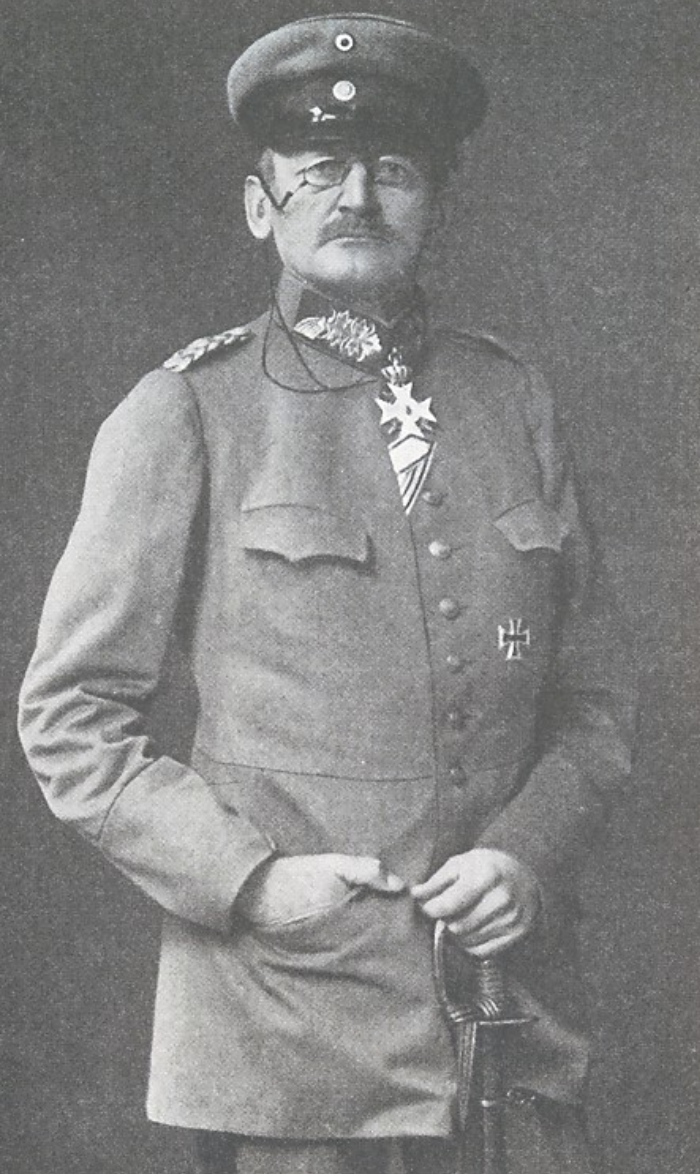
Kurt Hempel

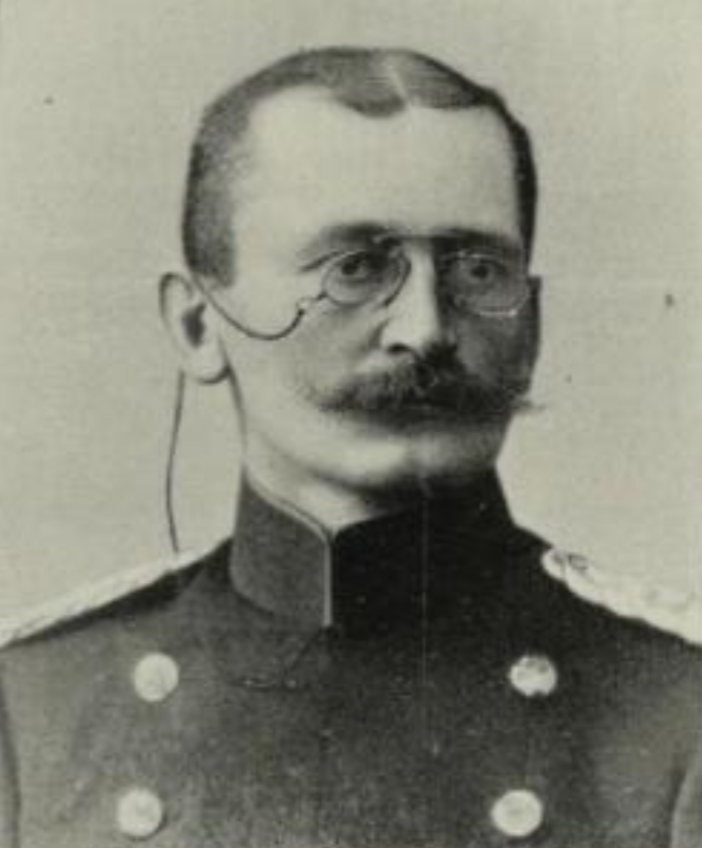
Kurt Hempel als Regimentskommandeur

Kurt Franz Ehregott Hempel (* 6. April 1857 in Bautzen; † 21. Januar 1922 in Ohorn) war ein sächsischer Generalleutnant und Landtagsabgeordneter.

## Leben
Hempel war ein Sohn von Franz Guido Hempel (1818–1885), Besitzer des Rittergutes Ohorn, Landesältester der Oberlausitz und langjährige Abgeordneten im Sächsischen Landtag. Der Reichs- und Landtagsabgeordnete Georg Hempel (1847–1904) war sein älterer Bruder.
Er besuchte ab Ostern 1869 das Vitzthumsche Gymnasium zu Dresden und trat nach Erwerb des Zeugnis der Reife im Jahre 1876 als Avantageur in die sächsische Armee ein. Er wurde dort am 20. November 1897 zum Fähnrich beim 4. Infanterie-Regiment Nr. 103 ernannt. Am 21. September 1877 wurde er zum Leutnant im Regiment ernannt. Er blieb die weiteren Jahre im Regiment und erlebte dort am 20. September 1884 die Beförderung zum Oberleutnant und am 18. Juli 1890 zum Hauptmann. Nach Beförderung zum Major am 24. Juli 1899 wurde er dem Infanterie-Regiment „König Wilhelm II. von Württemberg“ (6. Königlich Sächsisches) Nr. 105 aggregiert und kurz darauf zum Bataillonskommandeur des III. Bataillons des Regiments ernannt. Nach weiterer Beförderung zum Oberstleutnant am 18. November 1904 wurde er als etatsmäßiger Stabsoffizier zum Stabe des 10. Infanterie-Regiment Nr. 134 in Plauen versetzt und nach fast drei Jahren am 21. Mai 1907 zum Oberst unter gleichzeitiger Versetzung als Regimentskommandeur des Infanterie-Regiment „König Georg“ (7. Königlich Sächsisches) Nr. 106 in Leipzig ernannt. Er avancierte am 21. April 1911 zum Generalmajor und wurde am 23. September 1911 Brigadekommandeur der 2. Infanterie-Brigade Nr. 46. Anschließend war er vom 25. März 1913 bis 26. März 1914 Kommandeur der 64. Infanterie-Brigade. Im Januar 1914 wurde er mit dem fürstlich-reußischen Ehrenkreuz I. Klasse ausgezeichnet. Am 17. März 1914 wurde er unter Genehmigung seines Abschiedsgesuches mit dem Charakter eines Generalleutnants zur Disposition gestellt.
Nach Ausbruch des Ersten Weltkrieges wurde er als z.D.-Offizier wiederverwendet und zum Kommandeur der Königlich-Sächsischen 46.-Reserve-Infanterie-Brigade ernannt. Mit seiner Brigade beteiligte er sich 1914 und im Frühjahr 1915 an zahlreichen Gefechten und konnte sich unter anderem beim Angriff auf Prosnes in der Champagne am 26. September 1914 auszeichnen. Im Oktober 1914 wurde er mit dem Eisernen Kreuz I. Klasse ausgezeichnet. Er wurde für seine Verdienste am 3. Mai 1915 mit dem Ritterkreuz des Militär-St.-Heinrichs-Ordens ausgezeichnet. Im Februar 1916 wurde er mit dem Komturkreuz I. Klasse des sächsischen Verdienstordens mit Schwertern ausgezeichnet. Er schied später aus der Armee aus und zog sich auf sein Rittergut Ohorn zurück und spendete am 8. Dezember 1915 des Jahres 100 Mark an die Kriegshilfskasse. Im Februar 1918 wurde er für den verstorbenen Rittergutsbesitzer Karl Adolf Steiger aus Kleinbautzen für die Lausitzer Stände in die Erste Ständekammer des Sächsischen Landtag gewählt. Er verstarb im Jahre 1922 nach langem schweren Leiden. Dem Landtag gehörte er bis zur Auflösung der konstitutionellen Monarchie in Sachsen im November 1918 an.